# Marguerite Hasselmans
Marguerite Hasselmans (* 29. Mai 1876 in Paris; † 13. September 1947 ebenda) war eine französische Pianistin und langjährige Geliebte des Komponisten Gabriel Fauré.
Die Tochter des Harfenisten und Komponisten Alphonse Hasselmans absolvierte eine Ausbildung als Pianistin. 1898 heiratete sie André Tracol, der Geiger im Orchester des Pariser Konservatoriums war. 1900 lernte sie den 31 Jahre älteren Fauré kennen, dessen ständige Begleiterin sie bis zu seinem Tode war. Er richtete ihr ein luxuriöses Appartement in der Rue de Wagram ein, wo sie auch Klavierunterricht gab. Ihre Ehe mit Tracol wurde noch im gleichen Jahr geschieden.
Hasselmans war eine geschätzte Pianistin und auch mit Paul Dukas und Isaac Albéniz befreundet. Während ihr Fauré nie ein Werk widmete, widmete ihr Albéniz das dritte Buch seiner Iberia. Bei einem Konzert mit der Societé des Concerts Hasselmans unter Leitung ihres Bruders Louis Hasselmans spielte sie 1902 Mozarts Klavierkonzert c-moll mit einer Kadenz, die Fauré eigens für sie komponiert hatte. 1919 spielte sie in Monte Carlo die Uraufführung von dessen Fantaisie (op. 111).
Nach dem Tod Faurés ehrte ihn Hasselmans mit einer Reihe von Kammermusikkonzerten. Sie förderte auch die Gründung des Société fauréenne 1938 durch dessen Sohn Philippe Fauré-Fremiet und E. de Stoecklin. Ein Projekt für ein Buch zur Interpretation der Klaviermusik Faurés mit Philippe Fauré-Fremiet wurde nicht verwirklicht.